# Луиза Великобританская, герцогиня Аргайл
Луи́за Великобрита́нская (англ. Louise of the United Kingdom), также Луи́за Са́ксен-Ко́бург-Го́тская (Луиза Каролина Альберта) (англ. Louise of Saxe-Coburg and Gotha; 18 марта 1848, Лондон — 3 декабря 1939, там же) — четвёртая дочь британской королевы Виктории и её супруга Альберта Саксен-Кобург-Готского; в замужестве — герцогиня Аргайл.
Луиза провела своё раннее детство в компании родителей, а также братьев и сестёр, путешествуя между королевскими резиденциями Великобритании. Образование девочка получала по программе, составленной принцем Альбертом и его близким другом и советником бароном Стокмаром; под руководством Стокмара кроме всего прочего Луиза получала практические знания, такие как ведение домашнего хозяйства и деревообработка. Тёплая семейная атмосфера королевского двора исчезла в 1861 году со смертью её отца принца Альберта, когда королева Виктория и весь двор вошли в период интенсивного траура, который несмотря на собственную скорбь принцесса не хотела принимать.
До замужества Луиза служила неофициальным секретарём матери. Вопрос о браке Луизы обсуждался в конце 1860-х годов. Кандидатами в мужья стали принцы из королевских домов Пруссии и Дании, однако Виктория хотела влить новую кровь в семью и потому решила выбрать дочери в мужья представителя британской высшей знати. Несмотря на противодействие со стороны других членов семьи, Луиза влюбилась в Джона, маркиза Лорна, — наследника герцога Аргайла, и Виктория дала согласие на брак. Свадьба состоялась 21 марта 1871 года. Сначала Луиза была счастлива в браке, однако позднее супруги стали отдаляться друг от друга.
В 1878 году супруг принцессы был назначен генерал-губернатором Канады. Луиза вынуждена была отправиться с ним в Оттаву, где провела несколько лет. После смерти Виктории в 1901 году Луиза вошла в социальный круг, установленный её братом — новым королём Эдуардом VII. Брак Луизы сохранялся благодаря длительным периодам разлуки, однако, в конце концов, супруги помирились в 1911 году, и принцесса была опустошена смертью мужа три года спустя. После окончания Первой мировой войны в 1918 году Луиза стала постепенно удаляться от общественной жизни, исполняя лишь малое количество публичных обязанностей за пределами Кенсингтонского дворца, где она умерла в возрасте 91 года.
Луиза была хорошим скульптором и художником. Несколько скульптур, созданных ею, сохранились до наших дней. Она также была ярой сторонницей феминистского движения, переписывалась с Жозефин Батлер и встречалась с Элизабет Гаррет.

## Биография

### Ранняя жизнь

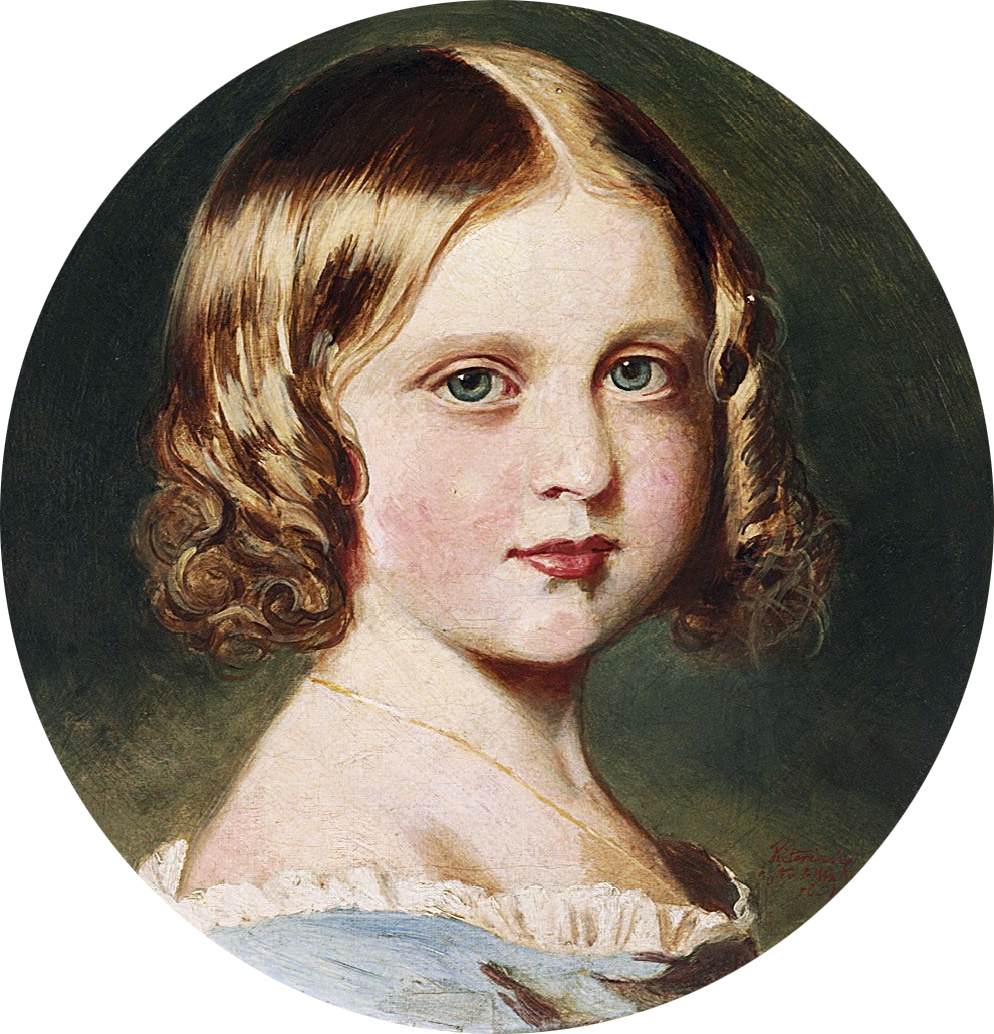
Портрет Луизы, написанный её матерью с портрета кисти Франца Ксавера Финтерхальтера, 1851 год

Луиза родилась 18 марта 1848 года в Букингемском дворце в Лондоне в семье британской королевы Виктории и её супруга принца Альберта; Луиза стала четвёртой дочерью и шестым ребёнком из девяти детей королевской четы. Рождение девочки совпало с периодом революций, сотрясавших Европу, что побудило королеву отметить, что Луиза должна быть «чем-то специфичным». Кроме того, шестые роды королевы стали первыми, когда Виктории понадобилось использование хлороформа в качестве анестезии.
Девочка была крещена архиепископом Кентерберийским Джоном Самнером в частной часовне Букингемского дворца 13 мая 1848 года. Принцесса традиционно получила тройное имя, однако крещена она была только под именем Луиза. Восприемниками при крещении стали Густав Мекленбург-Шверинский (которого на церемонии представлял принц Альберт), герцогиня Саксен-Мейнингенская (которую представляла вдовствующая королева Аделаида) и великая герцогиня Мекленбург-Стрелицкая (которую представляла её мать Августа, герцогиня Кембриджская). Луизой девочка была названа в честь бабки по отцу Луизы Саксен-Гота-Альтенбургской, Каролиной — в честь крёстной Августы Каролины Кембриджской, а Альбертиной — в честь отца. Во время церемонии герцогиня Глостерская — одна из немногих доживших до того момента детей короля Георга III — забыла, где она находится, встала посреди службы и опустилась на колени перед королевой, чем привела её в ужас.
Как и её сёстры, Луиза получала образование по программе, разработанной для неё отцом и его близким другом бароном Стокмаром: девочка обучалась практическим навыкам, таким как поддержание домашнего хозяйства, приготовление пищи, фермерство и деревообработка, а также языкам. Виктория и Альберт выступали за монархию, основанную на семейных ценностях, поэтому у Луизы и её братьев и сестёр повседневный гардероб состоял из одежды для среднего класса, а спали дети в скудно обставленных, мало отапливаемых спальнях. С раннего детства Луиза была талантливым умным ребёнком; в частности, у неё был явный дар к рисованию, который быстро нашёл признание. Так, в ходе своего визита в Осборн-хаус в 1863 году Холлам Теннисон, сын поэта Альфреда Теннисона заметил, что Луиза может «красиво рисовать», однако в силу своего королевского происхождения принцесса не могла стать профессиональным художником. Несмотря на это, королева позволила дочери сначала учиться в художественной школе под руководством скульптора Мэри Торникрофт, а затем в 1863 году — в Национальной художественной школе в Южном Кенсингтоне , позднее ставшей «Королевским колледжем искусств» под руководством Ричарда Бурчетта. У Луизы также были способности в танцах, и Виктория писала после одного из выступлений дочери, что принцесса «танцевала танец с саблями с бо́льшим воодушевлением и точностью, чем любая из её сестёр». Её остроумие и интеллект сделали принцессу любимицей отца, а благодаря любознательному характеру в семье она получила прозвище «маленькая мисс почему».

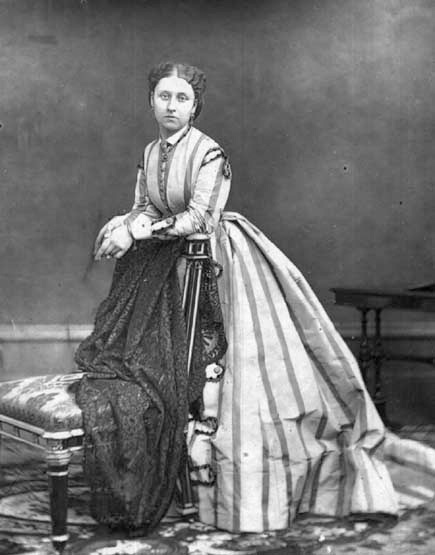
Луиза в 1860-х годах

Атмосфера семейного счастья, в которой воспитывалась Луиза, исчезла в 1861 году. 16 марта в Фрогмор-хаус умерла мать королевы — Виктория, вдовствующая герцогиня Кентская. Королева была сломлена горем. В декабре семью ожидал новый удар: 14 декабря в Виндзорском замке умер принц Альберт. Двор погрузился в траур, а вся королевская семья по приказу Виктории отбыла в резиденцию Осборн-хаус. Атмосфера королевского двора стала мрачной и болезненной, а развлечения — сухими и безрадостными; Луиза, несмотря на свою привязанность к отцу, быстро устала от затянувшегося траура матери. На свой семнадцатый день рождения в 1865 году Луиза попросила открыть для дебютанток бальный зал, чего не делалось ещё ни разу со дня смерти Альберта, однако Виктория посчитала такое недопустимым и отказала дочери. Чтобы как-то разбавить рутину, время от времени Луиза стала путешествовать между резиденциями, чем немало раздражала мать, считавшую принцессу нескромной и постоянно спорящей.
После смерти мужа королева на долгое время удалилась от общественной жизни. Её неофициальным секретарём и представителем на публичных мероприятиях в течение следующих шести месяцев стала её вторая дочь Алиса (самая старшая дочь, Виктория, уже была замужем и проживала в Германии). Однако Алиса сама нуждалась в помощи; Елена, следующая по старшинству дочь королевы, должна была стать помощницей Алисы, но Виктория посчитала её ненадёжной, поскольку принцесса не способна была надолго удержаться от слёз. В конце концов, помощницей Алисы в государственных делах стала именно Луиза. В 1862 году Алиса вышла замуж за гессенского принца, после чего обязанности секретаря разделили между собой Луиза и Елена. Луиза, несмотря на противоречивые чувства, которые к ней испытывала мать, выполняла большую часть работы вплоть до 1866 года. Она хорошо справлялась с работой, и вскоре после назначения её своим неофициальным секретарём, Виктория писала: «она (кто бы несколько лет назад мог подумать об этом?) умная милая девушка с прекрасным сильным характером, бескорыстная и ласковая».

### Брачные планы
Будучи дочерью королевы, Луиза была желанной невестой, однако как и её сестра Елена, она не могла рассчитывать на брак с представителем одного из крупных европейских домов. Помимо королевского происхождения, Луиза была внешне весьма привлекательна, и нередко в прессе появлялись сообщения об очередной романтической связи принцессы. В действительности, известен только один случай до брака, когда Луиза проявляла романтические чувства: в период между 1866 и 1870 годами принцесса была влюблена в учителя своего брата Леопольда — преподобного Робинсона Дакуорта, который был на четырнадцать лет старше принцессы; во избежание неприятностей королева уволила Дакуорта в 1870 году. Это в сочетании с либерализмом и феминизмом принцессы заставило королеву задуматься о поисках мужа для дочери. Выбор должен был устроить как Викторию, так и саму Луизу; кроме того, королева желала, чтобы после свадьбы принцесса осталась рядом с матерью — такое же условие было выдвинуто и будущему супругу принцессы Елены. Были предложены кандидаты из ведущих королевских домов Европы: принцесса Александра предложила своего брата — кронпринца Фредерика, но королева была категорически против заключения ещё одного брачного союза с Данией, которая противостояла Пруссии; старшая сестра Луизы прусская кронпринцесса Виктория предложила высокого и богатого принца Альбрехта Прусского, однако брак с ним был бы непопулярен в Великобритании, а сам Альбрехт отказывался навсегда поселиться в стране будущей жены. Ещё одним кандидатом в мужья Луизы стал Виллем, принц Оранский, однако из-за его экстравагантного образа жизни в Париже, где он открыто сожительствовал с любовницей Генриеттой Хаузер, королева быстро отмела его кандидатуру.

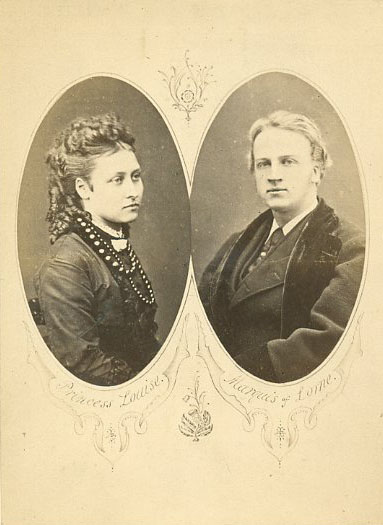
Принцесса Луиза и маркиз Лорн.
Официальное помолвочное фото, январь 1870 года

Луиза рассматривала брак с любым иностранным принцем, как нежелательный, и объявила, что хочет выйти замуж за Джона Кэмпбелла, маркиза Лорна, — наследника герцога Аргайла. Однако брак между дочерью монарха и британским подданным официально признавался в последний раз в 1515 году, когда Чарльз Брэндон, герцог Саффолк, женился на Марии Тюдор. Брат Луизы принц Уэльский был категорически против брака с не-медиатизированной знатью. Кроме того, отец виконта был ярым сторонником Уильяма Гладстона, и принц Уэльский был обеспокоен тем, что он сможет втянуть королевскую семью в политические споры. Тем не менее, оппозиция была разгромлена королевой, которая написала сыну в 1869 году: «То, к чему ты испытываешь неприязнь [что Луиза должна выйти замуж за Лорна], я уверена, будет для Луизы счастьем и [это нужно] для мира и спокойствия в семье… Времена изменились; великие иностранные альянсы стали рассматриваться, как причины бед и тревог, а не чего-то хорошего. Что может быть более болезненным, чем позиция, в которой оказалась наша семья в ходе войн с Данией, а также между Пруссией и Австрией?… Ты, возможно, не осведомлён так, как я, что обществу не нравятся браки принцесс из королевской семьи с мелкими немецкими принцами („немецкими голодранцами“ как их называют)… Я не вижу никаких сложностей; Луиза останется тем, кем она является, а её муж сохранит свой статус…» Королева утверждала, что брак Луизы внесёт «свежую кровь» в семью, что было бы невозможно, выйди принцесса замуж за любого европейского принца, который так или иначе был бы связан с ней родством.
Обручение Луизы с Джоном Кэмпбеллом состоялось 3 октября 1870 года в замке Балморал в присутствии лорда-канцлера барона Хатерли и фрейлины королевы Виктории маркизы Или. Позднее в тот же день Луиза вернулась домой и объявила королеве, что Лорн «говорил о своей преданности» к Луизе, и она приняла его предложение со знанием, что королева одобрит это. По случаю обручения королева преподнесла в качестве памятного подарка леди Или гранитный браслет с фотографией Луизы внутри.

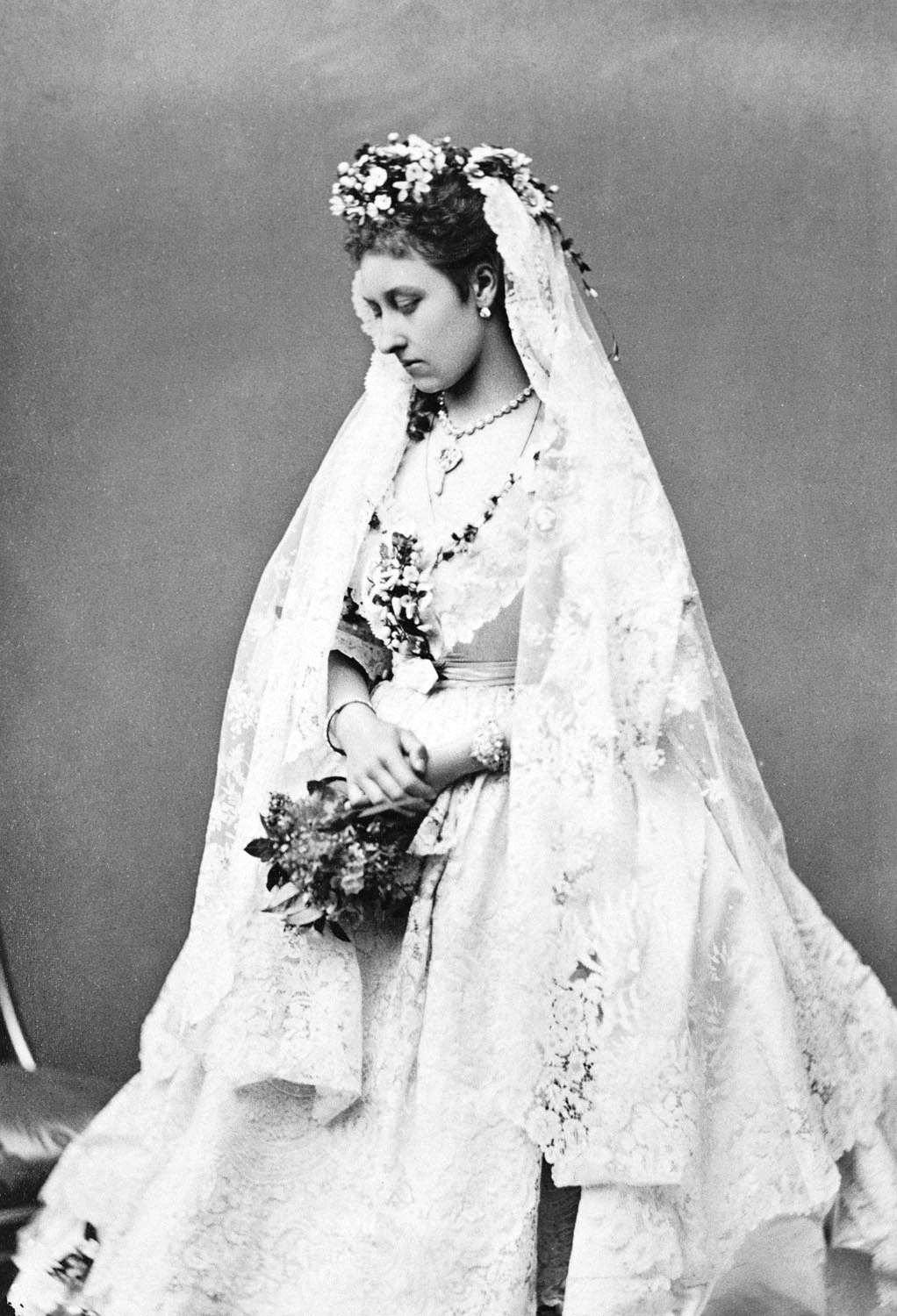
Луиза в свадебном платье 21 марта 1871 года

Королеве было трудно отпустить дочь, и она писала в своём дневнике, что «ощутила болезненную мысль потерять её». Нарушение королевской традиции вызвало удивление, особенно в Германии, и королева Виктория вынуждена была написать прусской королеве Августе, что принцы из мелких обедневших немецких домов были «крайне непопулярны» в Великобритании и, что лорд Лорн — «на родине личность особенная» с «независимым состоянием» — был «на самом деле не ниже по положению, чем мелкая немецкая знать».
28 февраля 1871 года королева и парламент определили размер содержания принцессы. Сама свадебная церемония прошла в капелле Святого Георгия Виндзорского замка 21 марта 1871 года; снаружи церкви собралась такая большая толпа, чтобы посмотреть на новобрачных, что полиции впервые пришлось оцепить территорию церкви, чтобы удержать ситуацию под контролем. Луиза была облачена в шёлковое свадебное платье с широкими воланами из хонитонского кружева, обильно украшенное национальной и королевской символикой и живыми цветами, и короткую фату из хонитонского кружева, созданную по эскизу самой принцессы; фата крепилась к волосам двумя бриллиантовыми заколками в виде маргариток, подаренными братьями Луизы, Артуром и Леопольдом, и её сестрой Беатрисой. К алтарю принцесса шла в сопровождении матери и двоих старших братьев. После церемонии королева поцеловала Луизу, а Лорн — хоть и ставший членом королевской семьи, но всё ещё являвшийся подданным королевы — поцеловал руку Виктории. После церемонии пара отправилась в медовый месяц в Клермонт-хаус в Суррее, однако наличие сопровождающих во время путешествия и в обеденное время сделало невозможной для молодожёнов беседу наедине. Короткий четырёхдневный визит в Суррей прошёл в присутствии королевы, которая интересовалась мыслями дочери о семейной жизни. Среди свадебных подарков был кленовый рабочий стол, подаренный королевой Викторией и в XXI веке находящийся в замке Инверари.

### Жизнь в Канаде

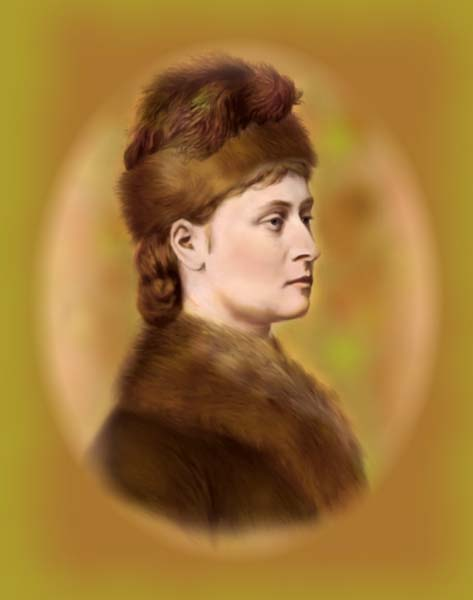
Принцесса Луиза в Канаде, 1880-е годы

В 1878 году при поддержке королевы Виктории премьер-министр Дизраэли назначил супруга Луизы на пост генерал-губернатора Канады. 15 ноября супруги покинули Ливерпуль и 25 ноября прибыли в Галифакс для инаугурации. Луиза стала первой королевской особой, проживавшей в Ридо-холл — официальной резиденции генерал-губернатора в Оттаве. Резиденция была далека от великолепия британских королевских дворцов, и, так как каждый новый генерал-губернатор с супругой обустраивал усадьбу собственными силами, в том числе и мебелью, когда маркиз и маркиза Лорн прибыли, дворец оказался почти пустым. Поскольку Луиза обладала художественными талантами, она с энтузиазмом взялась за обустройство дома, и вскоре по всему зданию висели её акварели и картины маслом, а также расставлены скульптуры, созданные принцессой. Хотя о приезде принцессы в Канаду было известно заранее, и новость эта вызывала «радостный трепет среди жителей доминиона», связанный с тем, что Луиза должна была усилить связь между канадцами и их сувереном, сразу после её прибытия пресса ответила далеко не дружелюбными публикациями, в которых были жалобы на введение королевской династии в страну, где до сих пор процветало некоролевское общество.
Отношения с прессой ещё больше ухудшились, когда личный секретарь маркиза Фрэнсис де Уинтон сбросил четверых журналистов с королевского поезда. Хотя ни Джон, ни Луиза не были осведомлены о действиях Уинтона, пресса предполагала, что сделано это было по их указке, и Лорны заработали репутацию надменных особ. Луиза была в ужасе от негативных публикаций и, когда она услышала о докладах «нации лакеев» при своём дворе, она заявила, что ей было бы «плевать, даже если бы они пришли в капоте!» В конце концов, опасения двора в Ридо-холле и «слабые основания для критики» со стороны прессы оказались несостоятельными, так как чета Лорнов оказалась более спокойной, чем их предшественники.

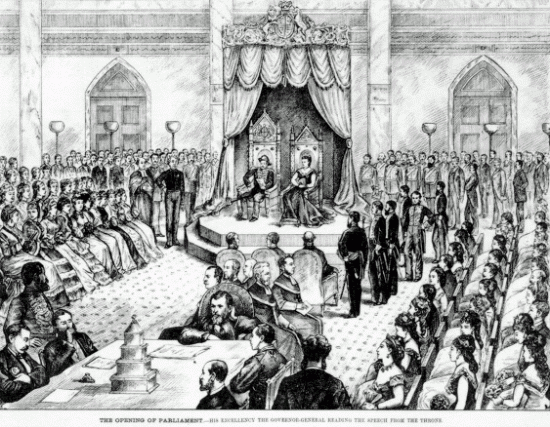
Маркиз Лорн в сопровождении супруги открывает Канадский парламент

Первые месяцы Луизы в Канаде были омрачены смертью в декабре её сестры Алисы, великой герцогини Гессенской и Прирейнской. Хотя в первое своё Рождество в Канаде Луиза сильно тосковала по родине, она быстро привыкала к зимнему климату, а любимыми забавами принцессы стали катание на санях и коньках. В Канаде, как прямой представитель монарха, маркиз Лорн по статусу оказался выше жены, так что на открытии парламента Канады 13 февраля 1879 года Луиза оказалась ничем не лучше других: среди прочего, ей пришлось стоять вместе со всеми депутатами, пока её супруг не позволил им сесть. Для того, чтобы Лорн мог познакомиться и пообщаться с каждым членом канадского парламента, супруги дважды в неделю устраивали ужины на пятьдесят человек. Однако некоторые канадские дамы негативно отзывались о британской стороне. Причиной тому были придворные приёмы, куда мог прийти каждый, кто мог позволить себе подобающую одежду; помимо соответствующего внешнего вида от посетителей требовалось только расписаться в «книге визитов». Первый свой государственный бал Луиза дала 19 февраля 1879 года, и она произвела хорошее впечатление на гостей, когда приказала убрать шёлковую занавесь, отделявшую гостей от хозяев дома; однако этот бал всё же был омрачён тем, что пьяный оркестрант чуть было не устроил пожар, натянув занавеску на газовую лампу. Практика открытых дверей, введённая Луизой, была подвергнута критике со стороны некоторых гостей, которые жаловались на низкий социальный статус других присутствующих; один участник бала пришёл в ужас от того, что ему пришлось танцевать в одном ряду с бакалейщиком.
Луиза и её супруг стали основателями Королевской канадской академии искусств и с удовольствием посещали Торонто и Квебек, где обустроили летний дом. Луиза покровительствовала нескольким монреальским организациям: Ассоциации женского образования, Общества защиты иммиграции женщин, Общества декоративного искусства и Художественной ассоциации. Одна из её работ — статуя королевы Виктории — в наши дни располагается перед Королевским колледжем Виктории в Монреале. В июне 1880 года отец Джона, герцог Аргайл, прибыл в Канаду с двумя дочерьми; всей семьёй они отправились на рыбалку, где Луиза поймала 28-фунтового лосося. Успех женщины на рыбалке побудил герцога отметить, что рыбалка в Канаде не требуется никаких навыков.
14 февраля 1880 года Луиза, Джон и ещё двое людей пострадали в происшествии на крытых санях во время прогулки. Зима в тот год была особенно суровой, и сани, в которых они ехали, перевернулись, по дороге выбросив кучера и лакея; лошади запаниковали и протащили перевернувшиеся сани по земле более, чем на 400 ярдов. Луиза ударилась головой о железный прут, поддерживавший крышу, и потеряла сознание; Джон оказался в ловушке вместе с женой, однако он почти не пострадал. Когда лошади наконец успокоились, а адъютанту принцессы удалось нагнать сани, он остановил пустую коляску и отправил пострадавших в Ридо-холл. Врач, который осматривал Луизу, сообщил, что она была сильно потрясена и испугана, однако жизни её ничто не угрожало, и единственным серьёзным повреждением оказалась порванная мочка уха. Пресса преуменьшила случившееся по вине личного секретаря Джона, и это современники описывали как «глупый и неуместный» поступок. Так, одна новозеландская газета сообщила, что «за исключением момента сразу после удара, принцесса была совершенно здравомыслящей в течение всего времени…» Знание истинного состояния Луизы могло бы вызвать сочувствие у канадского народа. Однако всё было иначе, и один член парламента писал: «за исключением пореза в нижней части уха, я думаю, стоит упомянуть, что никакого ранения не было». Поэтому, когда Луиза отменила запланированные встречи, в народе пошли слухи, что она симулирует травму. Новости о происшествии достигли Британии и очень встревожили королеву.
Луиза сыграла большую роль в развитии зарождавшейся индустрии туризма в колонии на Бермудах, расположенной в 770 милях к юго-востоку от Новой Шотландии. В 1883 году по причине слабого здоровья, она провела зиму на Бермудских островах, популяризировав отдых в зимние месяцы в сравнительно мягком климате островов для богатых североамериканцев. Её визит привлёк такое внимание к Бермудам, что роскошный отель на берегу гавани Гамильтон в округе Пембрук, который был открыт в 1885 году для увеличивающегося числа постояльцев, был назван в честь Луизы — The Princess Hotel.
После возвращения в Великобританию в 1883 году Луиза продолжала проявлять интерес в Канаде. Во время Северо-Западного восстания в 1885 году она отправила некоего доктор Бойда с медикаментами и большой суммой денег для распространения, как она выразилась, «помощи среди друзей и врагов без разбора». Чтобы выполнить её пожелание, Бойд в сопровождении военно-медицинского штаба и под руководством доктора Томаса Роддика отправлялся на места сражений во время битвы при Фиш-крик и битвы при Батуш, чтобы оказать медицинскую помощь раненым, в том числе и оппозиции, состоявшей из метисов.

### Последние годы королевы Виктории
Луиза вместе с супругом вернулась в Великобританию 27 октября 1883 года. По приказу королевы для них были подготовлены апартаменты в Кенсингтонском дворце, которые стали официальной резиденцией пары и которые Луиза сохранила за собой вплоть до своей смерти. Лорн возобновил свою политическую карьеру, безуспешно попытавшись занять место в парламенте от округа Хэмпстед в 1885 году; одиннадцатью годами позднее маркиз вошёл в парламент как член либеральной партии от округа Западный Манчестер. Луиза, в отличие от Лорн и его отца, выступала за Гомруль — движение за автономию Ирландии, предполагавшее собственный парламент и органы самоуправления при сохранении над островом британского суверенитета, и была разочарована в супруге, когда он переметнулся от Гладстонского либерализма, поддерживавшего Гомруль, к либерал-юнионистам. Отношения между Луизой и Лорном стали напряжёнными, и, несмотря на попытки королевы удержать их под одной крышей, они часто разъезжались. Даже когда он сопровождал Луизу на официальных мероприятиях, Лорна не всегда принимали с благосклонностью, а принц Уэльский, обожавший сестру, и вовсе не желал иметь с ним ничего общего.
Со временем у Луизы испортились отношения и с двумя сёстрами, которые были особенно близки с королевой — Беатрисой и Еленой. В 1885 году Беатриса вышла замуж по любви за высокого и красивого принца Генриха Баттенберга, от которого родила четверых детей. Луиза, имевшая ревнивый характер, привыкла смотреть на сестру с жалостью из-за того, что королева постоянно нуждалась в ней, однако счастливый брак Беатрисы заставил её смотреть на всё по-другому. Биограф Беатрисы, Мэтью Деннисон, утверждал, что в отличие от сестры, Луиза оставалась поразительно хороша на протяжении сорока лет, однако отношения её с супругом больше не были близкими, и поползли слухи о гомосексуальности Лорна. Луиза завидовала отношениям сестры и, возможно, считала, что Генрих больше подходил в качестве мужа ей самой, нежели Беатрисе. После смерти принца в 1896 году Луиза писала, что: «он [Генрих] был чуть ли не самым лучшим другом, который у меня был, и я скучаю по нему больше, чем могу сказать». Позднее Луиза заявляла, что была для покойного зятя близким другом и советницей, а его жена для него на самом деле ничего не значила.
Затем поползли слухи, что у Луизы была интрижка с Артуром Биггом, служившим помощником личного секретаря королевы. Беатриса сообщила об этих слухах врачу королевы, назвав поведение сестры «скандальным», а принц Генрих утверждал, что видел как Артур за ужином пил за здоровье Луизы. Луиза опровергла слухи, заявив, что их распускали Беатриса и Елена, чтобы подорвать её позиции при дворе. Однако после смерти Генриха Баттенберга отношения между сёстрами периодически, но всегда кратковременно улучшались; именно Луиза стала первым членом королевской семьи, навестившим овдовевшую сестру в Симье. Тем не менее, избавиться от ревности до конца Луизе не удалось; Джеймс Рид, врач королевы, писал своей жене несколько лет спустя: «Луиза, как обычно, наседает на сестёр. Надеюсь, она пробудет здесь недолго и не будет делать пакости!»
Однако истории о любовных похождениях Луизы не ограничились слухами о её интрижке с Биггом. В 1890 году скульптор Джозеф Эдгар Бом умер в своей студии в Лондоне в присутствии Луизы, что привело к слухам о романе между ними. Помощник Бома Альфред Гилберт, который сыграл центральную роль в утешении Луизы после смерти Бома и руководил уничтожением его личных документов, быстро достиг должности королевского скульптора, что привело к слухам о романе с ним. Луизе также приписывали романтическую связь с архитектором Эдвином Лаченсом, её конюшим полковником Уильямом Пробертом, а также неназванным учителем музыки; однако нет никаких существенных доказательств того, что Луиза имела сексуальные отношения с кем-то кроме мужа.
В последние годы жизни матери Луиза исполняла ряд общественных обязанностей, таких как открытие общественных зданий и закладывание первого камня при строительстве. Принцесса, как и её старшая сестра Виктория, имела более либеральные взгляды и поддерживала суфражистское движение, что полностью противоречило взглядам королевы. Так, Луиза лично посетила первую в Великобритании женщину-врача Элизабет Гаррет, после чего королева Виктория выразила сожаление, что женщины могут вступать в такие профессии, особенно в профессию врача, и описала обучение женщин-врачей как «вещь омерзительную».

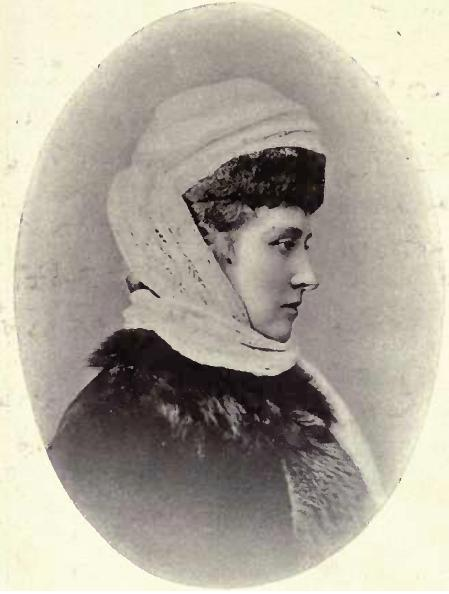
Луиза примерно в 1900 году

Луиза была полна решимости запомниться народу как обычный человек, а не член двора. Луиза была известна своей любовью к слугам. Однажды дворецкий подошёл к ней и попросил разрешения уволить второго лакея, который поздно встаёт. Когда она заявила, что лакею должен быть предоставлен будильник, дворецкий сообщил ей, что это уже было сделано. Тогда она предположила, что нужно предоставить лакею такую кровать, которая будет поднимать его в указанное время, но ей сказали, что это не представляется возможным. Наконец, она предположила, что он может быть болен, и оказалась права: лакей был болен туберкулёзом, и по указанию принцессы его отправили на лечение в Новую Зеландию.
При поездках за границу она часто использовала псевдоним «миссис Кэмпбелл». Однажды, когда она посещала Бермуды, принцесса была приглашена на приём, но решила прогуляться туда пешком. В дороге ей захотелось пить и Луиза остановилась у одного из домов, где попросила у чернокожей женщины по имени миссис Маккарти стакан воды. В связи с нехваткой воды женщине пришлось бы идти за водой на приличное расстояние, однако ей необходимо было закончить работу (она гладила одежду), поэтому она отказала. Когда Луиза предложила завершить за неё работу, миссис Маккарти отказалась, добавив, что она очень торопится, чтобы на следующий день пойти посмотреть на принцессу Луизу в Сент-Джорджс. Понимая, что она осталась неузнанной, Луиза спросила, узнаёт ли её женщина, когда снова увидит; Маккарти ответила, что скорее всего узнает, хотя полностью не уверена. Тогда Луиза ответила: «Взгляните на меня хорошенько, чтобы быть уверенной, что узнаете меня завтра в Сент-Джорджс».
В 1900 году между Луизой и её сёстрами снова произошёл конфликт: в Рождество того года умерла близкая подруга королевы баронесса Черчилль; врач королевы и сама Луиза, опасавшаяся за здоровье матери, настаивали на том, что Виктории не стоит резко сообщать о смерти её преданной компаньонки. Однако под давлением Елены и Беатрисы доктор Рид всё же сообщил обо всём королеве. Луиза была в ярости и обвиняла сестёр в необдуманности решения. Виктория умерла месяц спустя в Осборн-хаус. В своём завещании королева передавала Луизе Кент-хаус на территории Осборн в качестве загородной резиденции, а коттедж Осборн — Беатрисе; таким образом, принцессы стали соседками как в Кенсингтоне, так и в Осборне.

### Последние годы и смерть

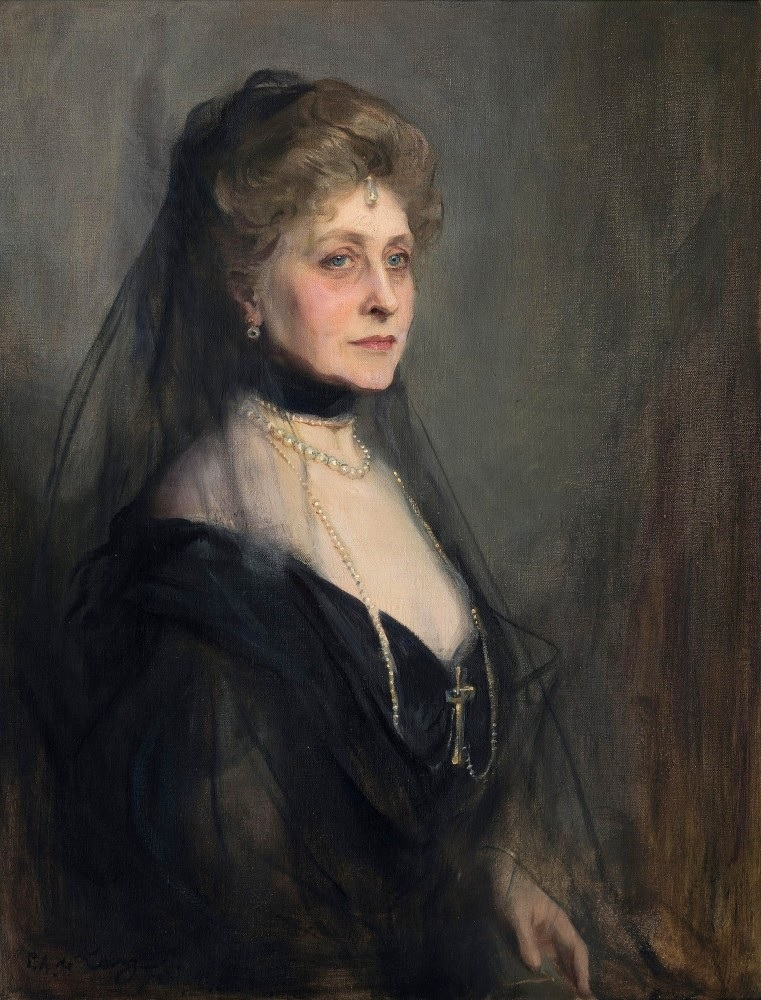
Портрет Луизы кисти Филипа де Ласло, ок. 1915

Со смертью королевы Виктории Луиза вошла в ближний круг нового короля — Эдуарда VII, с которым у принцессы было много общего, в том числе и курение. Принцесса была одержима своим внешним видом, и если над этим кто-то глумился, она говорила: «Ничего, я переживу вас всех». В то же время супруг Луизы, в апреле 1900 года унаследовавший титул герцога Аргайла, заседал в палате лордов. Министр колоний Джозеф Чемберлен предложил ему пост генерал-губернатора Австралии в том же году, но Джон отказался. Луиза продолжала заниматься скульптурой и в 1902 году стала автором мемориала колониальным солдатам, погибших во второй Англо-бурской войне. В том же году по предложению художника Уильяма Блейка Ричмонда она начала изучать искусство ню на замужних женщинах.
Большую часть времени Луиза стала проводить в Кент-хаус; она также часто посещала Шотландию вместе с супругом. Когда Джон стал герцогом, у семьи стали появляться финансовые трудности, и Луиза в целях экономии избегала приглашать царственного брата в семейное поместье Аргайлов в Инверери. Когда королева Виктория посетила дом ещё до того, как Джон стал герцогом Аргайла, в поместье было семьдесят слуг и семьдесят четыре собаки; к моменту вступления Эдуарда VII на престол там осталось всего четверо слуг и две собаки.
Здоровье герцога постепенно ухудшалось. С 1911 года он стал страдать деменцией, и Луиза самоотверженно ухаживала за супругом. В этот период Луиза сблизилась с мужем, как никогда раньше, и старалась не расставаться с Джоном ни на миг. Весной 1914 года Луиза вынуждена была отправиться по делам в Кенсингтон, в то время как Джон остался на острове Уайт. В это же время у него начались проблемы с бронхами, а затем Аргайл заболел двусторонней пневмонией. Луиза была вызвана из Кенсингтона 28 апреля 1914 года, а уже 2 мая Джон умер. После смерти мужа у Луизы случился нервный срыв; она страдала от одиночества и писала одному из друзей об этом: «Моё одиночество без герцога довольно ужасно. Интересно, что он делает сейчас!»
После смерти мужа Луиза жила в основном в Кенсингтонском дворце, занимая комнаты по соседству с покоями её сестры Беатрисы. Из-за ухудшающегося здоровья она редко появлялась на публике, и почти всегда это происходило вместе с другими членами семьи; так, она присутствовала 11 ноября 1925 года на открытии кенотафа в Уайтхолле, посвящённого британцам, погибшим в Первой мировой войне. В 1935 году она приветствовала своего племянника короля Георга V и его супругу Марию Текскую в Кенсингтонской ратуше во время празднования Серебряного юбилея, и стала почётным гражданином Кенсингтонского боро. Последнее публичное появление Луизы состоялось в 1937 году на индустриальной выставке. За год до этого отрёкся от престола внучатый племянник принцессы король Эдуард VIII. В декабре 1936 года Луиза написала премьер-министру Стэнли Болдуину, посочувствовав ему в связи с этим кризисом.
После восшествия на престол Георга VI Луиза была слишком больна, чтобы вести общественную жизнь, и фактически оказалась прикована к Кенсингтонскому дворцу, который принцессы Елизавета и Маргарет ласково называли «тётушкиным дворцом». Принцессу мучили неврит в руке, воспаление межрёберных нервов, обмороки и радикулит. В этот период Луиза увлеклась составлением молитв, одну из которых она послала Невиллу Чемберлену, чтобы тот зачитал её перед министрами.

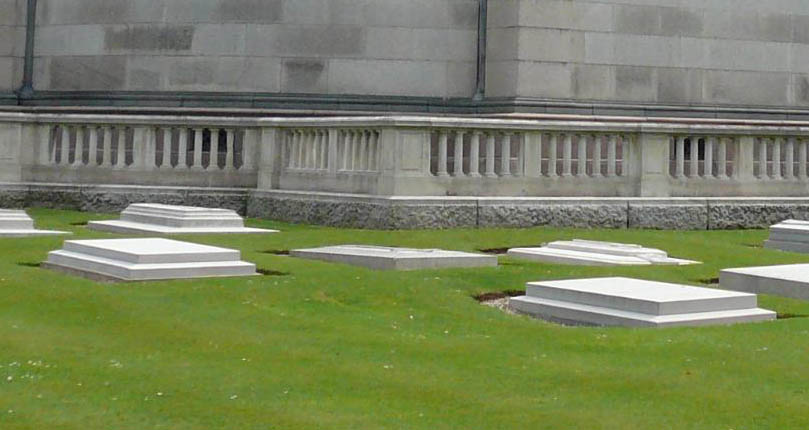
Могила Луизы на территории Фрогмора.
Могила принцессы в центре

Луиза умерла в Кенсингтонском дворце утром 3 декабря 1939 года в возрасте 91 года, 8 месяцев и 15 дней — в том же возрасте в 1942 году умер её младший брат Артур. В своей последней воле Луиза указала, что если умрёт в Шотландии, то её следует похоронить рядом с мужем в мавзолее Кэмпбеллов; если же она умрёт в Англии, то её следует похоронить рядом с родителями во Фрогморе. После похорон, которые были весьма скромными из-за войны, тело принцессы было кремировано 8 декабря в крематории Голдерс-Грин. 12 декабря прах Луизы был захоронен в королевской усыпальнице капеллы Святого Георгия в Виндзоре в присутствии членов королевской семьи, а также членов семьи её мужа, однако 13 марта следующего года перенесён на территорию Фрогморского комплекса. Гроб принцессы несли восемь сержантов её собственного полка — Аргайльские и Сазерлендские горцы.

## Наследие
Имя Луизы носят четыре канадских полка: Аргайльские и Сазерлендские горцы Канады (принцессы Луизы) в Гамильтоне, Онтарио; 4-й полк драгунов принцессы Луизы в Оттаве, Онтарио (неактивны с 1965 года); 8-й полк канадских гусаров (принцессы Луизы) в Монктоне, Нью-Брансуик; полк Стрелков принцессы Луизы в Галифаксе, Новая Шотландия. Луиза также была патроном трёх канадских (Аргайльские и Сазерлендские горцы Канады (принцессы Луизы), Стрелки принцессы Луизы и 4-й полк драгунов принцессы Луизы) и одного шотландского полка (Аргайльские и Сазерлендские горцы).

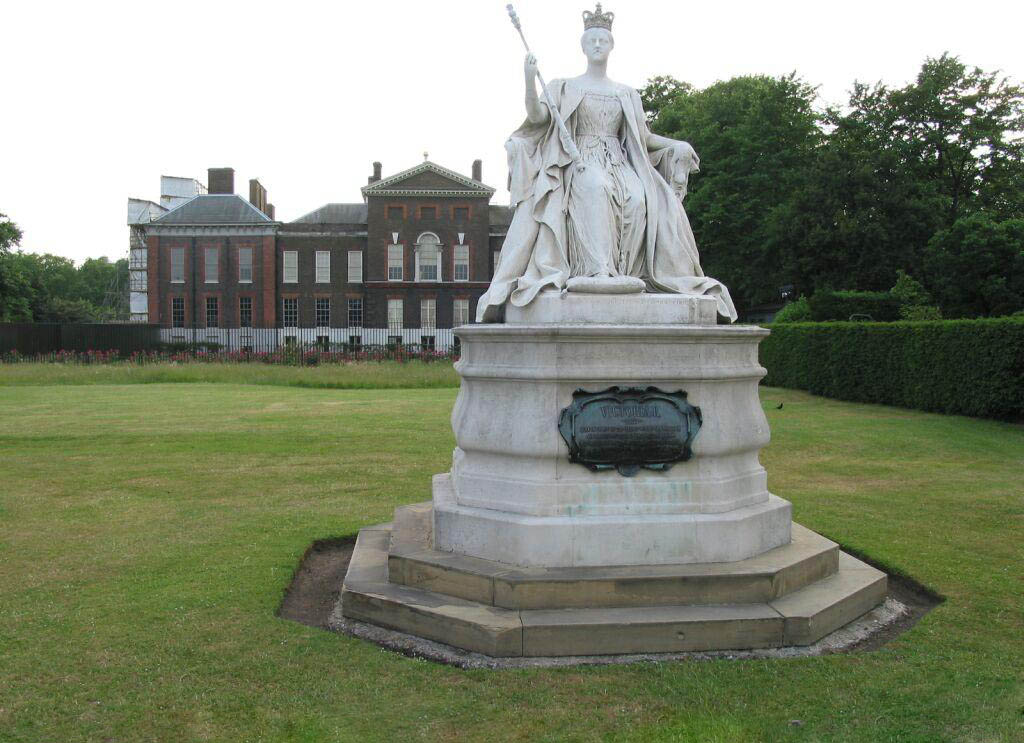
Статуя королевы Виктории в коронационной одежде в Кенсингтоне работы принцессы Луизы

В честь Луизы в Канаде была названа провинция Альберта; первоначально провинцию планировалось назвать «провинция Луиза», однако принцесса настояла на том, чтобы использовалось её третье имя и, таким образом, она почтила память отца. Также в честь принцессы были названы гора Альберта и озеро Луиз.
Также в честь принцессы был назван военный госпиталь в Шотландии — Шотландский госпиталь принцессы Луизы для моряков и солдат, потерявших конечности; госпиталь был открыт 10 октября 1916 года, и Луиза стала его патроном. С 1871 года принцесса была почётным президентом Женского образовательного союза и в 1872—1939 годах — патроном Траста дневных школ для девочек.
На протяжении почти всей жизни наиболее близка Луиза была с братом Леопольдом, герцогом Олбани, а также вела длительную переписку с братом Артуром, герцогом Коннаутским. Среди младшего поколения королевской семьи любимцами Луизы были герцог и герцогиня Кентские.
Луиза была наиболее талантливой дочерью Виктории: помимо танцев, игры на фортепиано и актёрского мастерства, принцесса преуспела в качестве художника и скульптора. Среди её скульптурных работ были бюсты членов королевской семьи (Беатрисы, Леопольда, Артура, королевы Виктории и самой Луизы), статуи королевы Виктории в Кенсингтоне (пресса приписывала её авторство Эдгару Бому) и в Королевском колледже Виктории в Монреале, мемориал колониальным солдатам, погибшим во второй Англо-бурской войне и памятник её зятю Генриху Баттенбергу.

## Титулование, награды, генеалогия и герб

### Титулы
- 18 марта 1848 — 21 марта 1871: Её Королевское высочество принцесса Луиза Каролина Альберта[6] Великобританская
- 21 марта 1871 — 24 апреля 1900: Её Королевское высочество принцесса Луиза, маркиза Лорн[90]
- 24 апреля 1900 — 3 декабря 1939: Её Королевское высочество принцесса Луиза, герцогиня Аргайл[91]

### Награды
- 21 января 1865 года Луиза стала Дамой Королевского ордена Виктории и Альберта I класса[92]
- 1 января 1878 года Луиза вместе с другими членами семьи стала кавалером Ордена Индийской короны[93].
- 7 августа 1885 года принцесса стала членом Королевского Красного креста[94].
- 10 февраля 1904 Луиза стала членом второго класса Королевского семейного ордена короля Эдуарда VII.
- 3 июня 1911 принцесса стала членом второго класса Королевского семейного ордена короля Георга V.
- 3 июня 1918 года Луиза стала Дамой Большого креста Ордена Британской империи[95]
- 12 июня 1927 года принцесса стала Дамой Большого креста Ордена Святого Иоанна[96].
- 11 мая 1937 года Луиза стала Дамой Большого креста Королевского Викторианского ордена[91].

### Герб

В 1858 году Луизе и троим её сёстрам было дано право пользования британским королевским гербом с добавлением герба Саксонии (щит, девятикратно пересечённый на золото и чернь, поверх щита правая перевязь в виде рутовой короны), представлявшего отца принцессы — принца Альберта. Щит был обременён серебряным титлом с тремя зубцами, что символизировало то, что она является дочерью монарха; на среднем зубце титла — червлёная роза с серебряной сердцевиной и зелёными листьями, на крайних зубцах — в первой четверти червлёное поле для отличия её от других членов королевской семьи.
Щитодержатели обременены титлом (турнирным воротничком) как в щите: на зелёной лужайке золотой, вооружённый червленью и коронованный золотой короной леопард [восстающий лев настороже] и серебряный, вооружённый золотом единорог, увенчанный наподобие ошейника золотой короной, с прикрепленной к ней цепью.
Дамский (ромбический) щит, увенчанный короной, соответствующей достоинству детей монарха, обременён серебряным титлом с тремя зубцами. Щит четверочастный: в первой и четвёртой частях — в червлёном поле три золотых вооружённых лазурью леопарда (идущих льва настороже), один над другим [Англия]; во второй части — в золотом поле червлёный, вооружённый лазурью лев, окружённый двойной процветшей и противопроцветшей внутренней каймой [Шотландия]; в третьей части — в лазоревом поле золотая с серебряными струнами арфа [Ирландия]).